# غويلرمو مارتينيز (لاعب كرة طائرة)
غويلرمو مارتينيز (18 يناير 1969 في الأرجنتين - ) (بالهولندية: Guillermo Martínez)‏ هو لاعب كرة طائرة مملكة هولندا. شارك في الألعاب الأولمبية الصيفية 1996.

## وصلات خارجية
- غويلرمو مارتينيز على موقع أوليمبيديا (الإنجليزية)